# تشنقرالوي يكان
تشنقرالوي يكان هي قرية في مقاطعة أرومية، إيران. عدد سكان هذه القرية هو 1,403 في سنة 2006.